# 2MASS J08523490+4720359
2MASS J08523490+4720359 ist ein Brauner Zwerg im Sternbild Großer Wagen. Er wurde 2004 von Gillian R. Knapp et al. entdeckt. Er gehört der Spektralklasse L9,5 an.